# Sítio tectónico suíço do Sardona
O Alto Lugar Tectónico Suíço Sardona, situado a Noroeste da Suíça, é uma zona montanhosa de 32 850 he onde se encontram sete cumes de mais de 3 000 m em volta do Piz Sardona. Está situado no Cantão de Glaris, no  Cantão de São Galo e no Cantão dos Grisões.

## Geologia
O sítio é um exemplo excepcional de orogénese por colisão continental  e fornece excelentes secções geológicas através de uma sobreposição tectónica, um processo  pelo qual as rochas mais antigas e mais profundas sobem e passam por cima das mais recentes e menos profunda . Este fenómeno é conhecido pelo termo geológico de falhas inversas.
Em 1884, o geólogo francês Marcel Bertrand foi o primeiro a explicar de maneira exacta este fenómeno capital para a compreensão do nascimento dos Alpes e de outros maciços montanhosos .   
O sítio é caracterizado por uma exposição tridimensional clara das estruturas e dos processos típicos destes fenómenos e é reconhecido como um sítio capital para a geologia desde o século XVIII

## Classificação
A região entrou para o Património Mundial da UNESCO em 2008 por ser um exemplo excepcional de montanha formada a partir da colisão continental 

## Artigo & Referências
Artigo em parte baseado na versão francesa fr:Monte_San_Giorgio e inglesa en:Monte_San_Giorgio